# ガスパール・ド・マリニー
ガスパール・ド・ベルナール・ド・マリニー（仏：Gaspard de Bernard de Marigny, 1754年11月2日 - 1794年7月10日）は、フランス革命期の人物。ヴァンデの反乱に参加したヴァンデ軍砲兵隊長。ブレシュイールでレスキュールとともにヴァンデ軍に加わった。
最後までゲリラ戦で抵抗するが、ゲリラ活動中に「四人の誓い」を破ったとして味方に捕らえられてしまう。処遇をめぐる多数決の結果、1794年7月10日に銃殺刑により処刑された。逮捕から処刑までの経緯には、かねてマリニーを嫌っていたベルニエのストフレに吹き込んだ入れ知恵が働いていたとされる。また、ストフレ自身もマリニーとは以前から馬が合わなかった。マリニーはこの決定に臨み「ヴァンデ軍は地に落ちた。いずれお前らも同じ目にあうことになるだろう。」と言い放った。

## 人物
- 気性が荒く、捕虜は殺害していた。